# Monviso
A Monviso egy hegycsúcs Olaszországban, Piemont régióban, Cuneo megyében, a francia határtól 1,8 km-re, 3841 méteres tengerszint feletti magasságával a Cotti-Alpok legmagasabb hegye. Piramis formájú és mindegyik szomszédos hegyénél legalább 500 méterrel magasabb, beceneve Re di Pietra (am. Kőkirály). A lábánál lévő Pian del Re fennsíkon ered a Pó, Olaszország leghosszabb folyója.